# Nicolaes Tulp
Nicolaes Tulp, született Claes Pieterszoon (Amszterdam, 1593. október 9. – Hága, 1674. szeptember 12.) holland sebész, Amszterdam polgármestere. Tulp közismert volt erkölcsi tartásáról és Rembrandt híres festményének, a Dr. Tulp anatómiája című képnek a főszereplőjeként.

## Életrajza

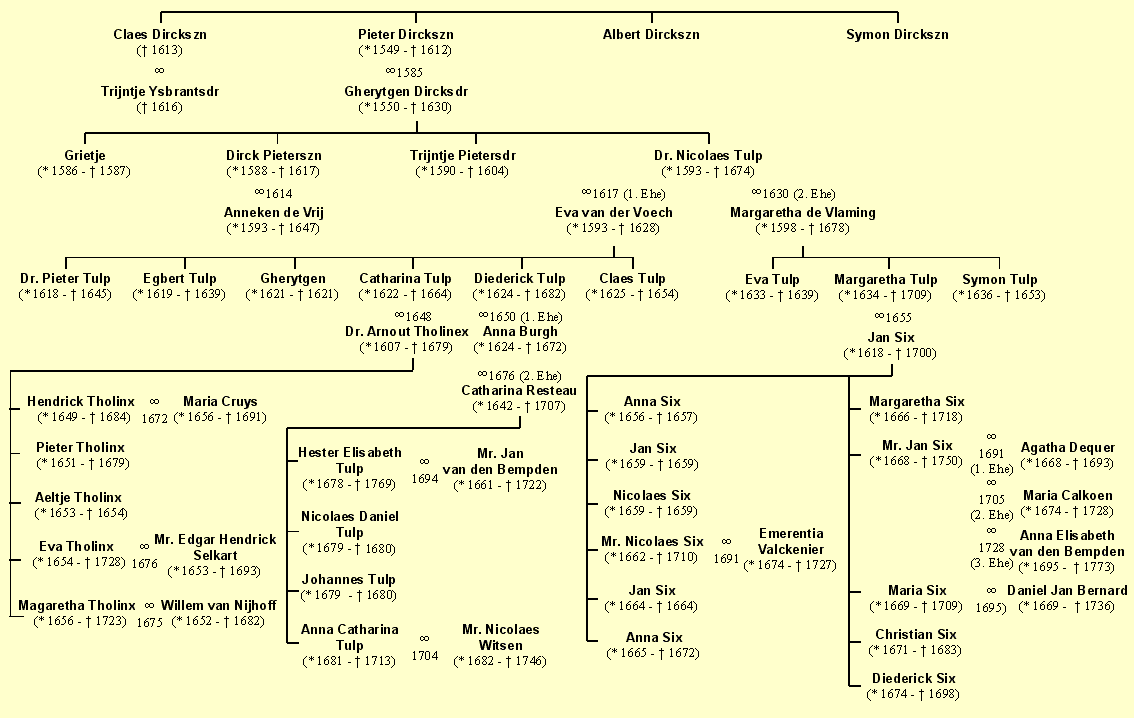
Dr. Nicolaes Tulp családfája, amely mutatja az amszterdami hatos család leszármazottait, valamint a térképészt, Nicolaes Witsent

Jómódú kereskedő fia volt, aki Amszterdamban aktívan részt vett a polgári életben. 1611 és 1614 között Leidenben tanult orvostudományt. Amszterdamba visszatérve elismert orvos lett. 1616-ban a Keizersgracht 210. szám alatt De Tulp néven házat építtetett, amely ma is áll. 1617-ben feleségül vette Aafge van der Voegh-et. Ambiciózus fiatalemberként a tulipánt választotta címereként, és nevét Nicolaes (a Claes név megfelelőbb változata) Tulp-ra változtatta. A helyi politikában városi kincstárnokként kezdett dolgozni, 1622-ben pedig amszterdami bíró lett.

## Orvosi karrier

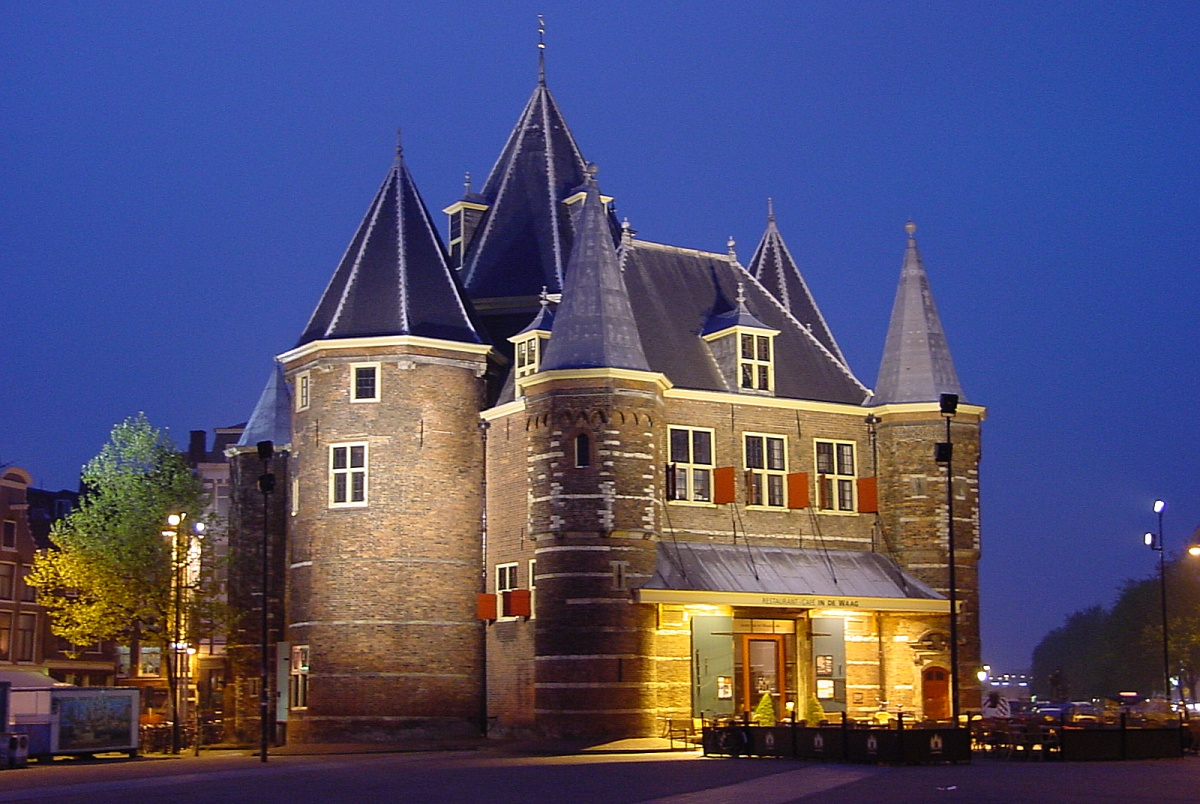
Az amszterdami Waag, eredetileg városkapu, később mázsálóházként és céhszékházként használták. Az emeleten ülésezett a Sebészek Céhe és az amszterdami Szent Lukács Céh is, ahol évszázadokon át függött Rembrandt híres festménye.

Tulp karrierje az amszterdami sikerhez illeszkedett. Amíg Amszterdam lakossága az 1580-as 30 000-ről 1650-re 210 000-re nőtt, Tulp orvosi és politikai karrierje befolyásos emberré tette őt. Egy kis kocsival járt, hogy minden beteget meglátogasson. A városi tanácsban meglévő kapcsolatainak köszönhetően Tulpot 1628-ban az amszterdami sebészcéh Praelector Anatomiae-nak (anatómia előadónak) nevezte ki. Felesége ugyanebben az évben meghalt, és öt kisgyermeket hagyott hátra. 1630-ban feleségül vette második feleségét, Outshoorn polgármesterének lányát. Három gyermekük született.
Tulp volt az, aki megvizsgálta és aláírta az első holland telepesek alkalmassági jelentéseit Manhattan szigetén, és az ő aláírását találták meg ezeken a holland település rég elveszett archívumában, amelyet az 1980-as években fedeztek fel a New York-i közkönyvtár pincéjében.
Munkája során Tulp a patikák ellenőrzéséért volt felelős. Az amszterdami patikusok az új hajózási útvonalaknak köszönhetően hatalmas mennyiségű fűszerhez és gyógynövényhez jutottak hozzá keletről. Ez sikeres kereskedelemmé vált, és 1636-ban 66 patika működött Amszterdamban. Tulp megdöbbenve a haszontalan pestis elleni gyógyszerekért kért túlzó árakon (1635-ben Amszterdamot pestis súlytotta), úgy döntött, hogy tesz valamit. Összegyűjtötte orvos és vegyész barátait, és 1636-ban megírták Amszterdam első gyógyszerkönyvét, a Pharmacopoea Amstelredamensis című alkotást. A patikuscéh Tulp könyve alapján vizsgát írt elő az új gyógyszerészeknek, hogy Amszterdamban letelepedhessenek. Ez a gyógyszerkönyv szabványművé vált, és példát mutatott Hollandia többi városa számára.

### Rembrandt festménye

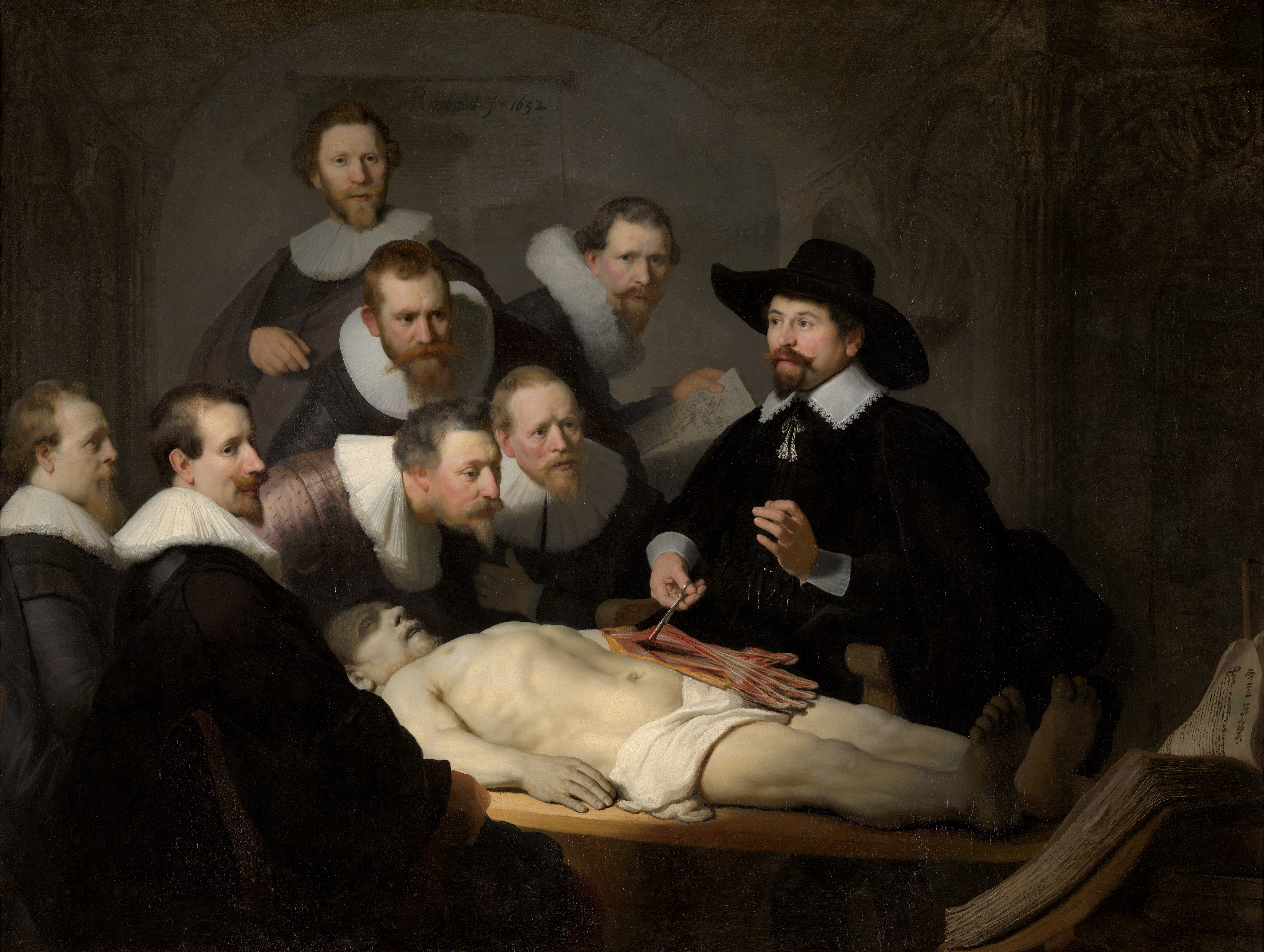
Rembrandt "Dr. Tulp anatómiája" című festménye

Dr. Tulp minden télen anatómiaórákat tartott, amelyeket a nyilvános akasztás áldozatain végzett el. Abban az időben a testek boncolása csak akkor volt legális, ha az alany férfi bűnöző volt, és az egyházon kívülinek számított. A boncolásokat a városi tanács beleegyezésével végezték, és a városi tanács üléseire és vacsoráira szánt pénzalap gyűjtésére szolgáltak. A tanács és a céh minden tagjának részt kellett vennie a rendezvényen, és belépődíjat kellett fizetnie. Európa-szerte részt vettek ezeken a boncolásokon neves tudósok, akik eszmét cseréltek az anatómiáról és az emberi test kémiai folyamatairól.

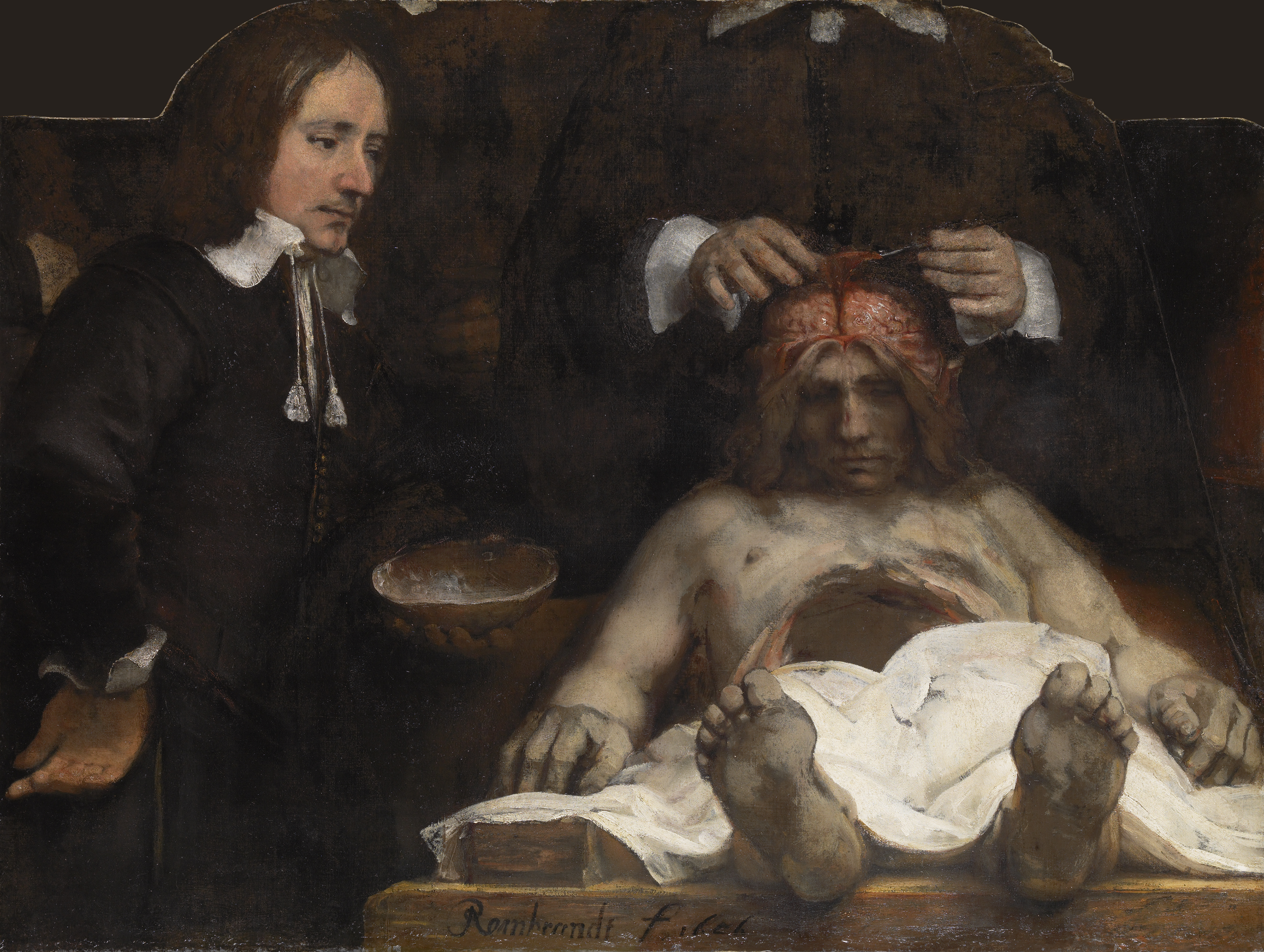
Rembrandt Dr. Jan Deijman anatómiája című festménye

Ahogyan az egy új előadóhoz illik, a céh új csoportképet készíttetett a prominens tanácsosokról és céhmesterekről. Rembrandt, aki maga is 26 éves fiatalember volt, és újonnan érkezett a városba, elnyerte ezt a megbízást, és híres festményt készített róla: Dr. Tulp anatómiája. Ez a festmény, amely ma a hágai Mauritshuis múzeumban függ, Tulpot ábrázolja, amint egy bűnöző alkarját boncolja. Sok spekuláció született arról, hogy a boncolás miért éppen az alkarral kezdődött.

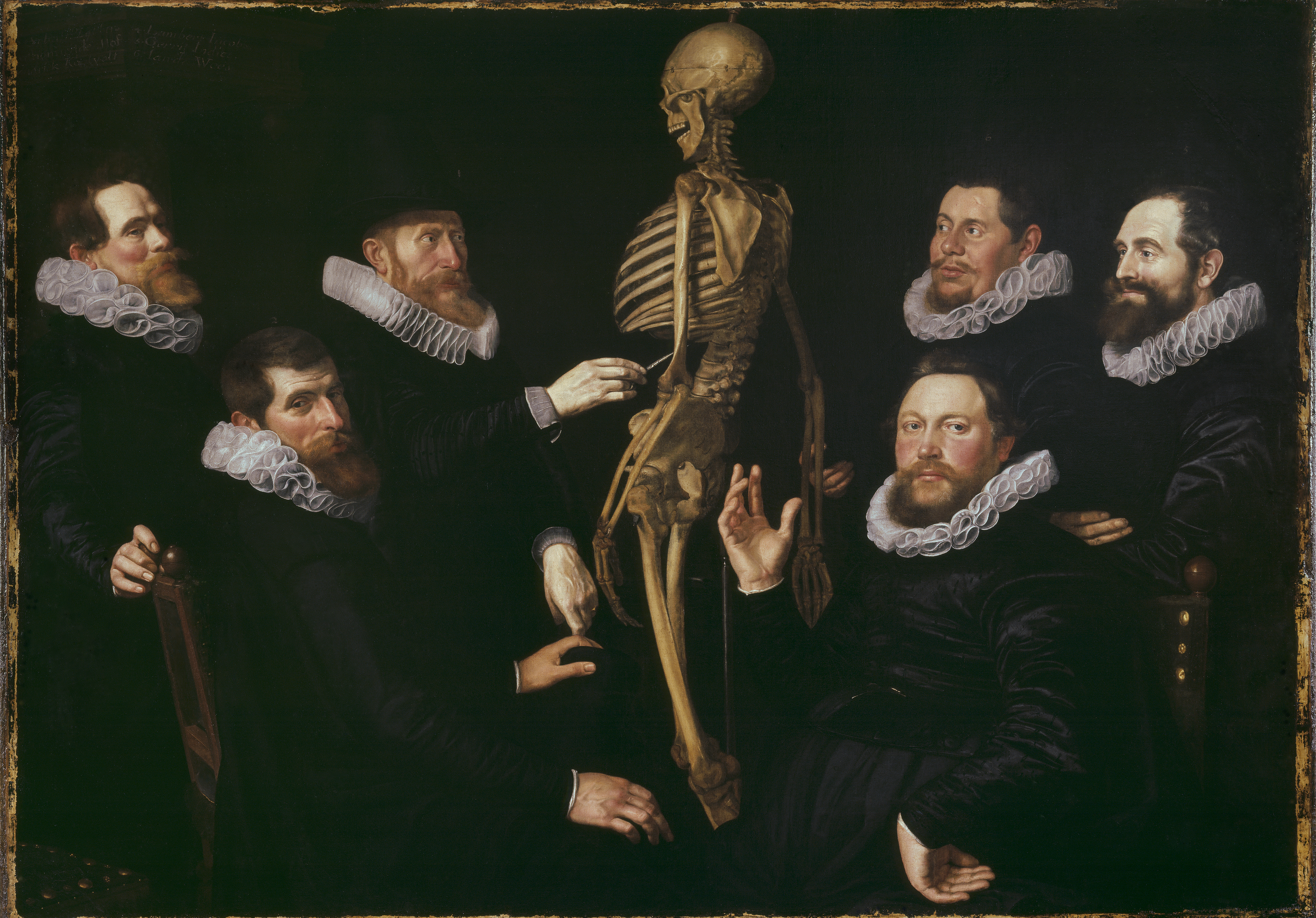
Nicolaes Eliaszoon Pickenoy Dr. Sebastiaen Egbertz de Vrij oszteológiája című festménye

Rembrandt festményén ábrázolt esemény 1632. január 16-ra datálható. Az amszterdami sebészek céhe, amelynek Tulp volt a hivatalos városi anatómusa, évente csak egy nyilvános boncolást engedélyezett, és a testnek egy kivégzett bűnöző testének kellett lennie. A bűnözőt a rabló Aris Kindtként azonosították. Rembrandt később Tulp utódjáról 1656-ban festményt készített Dr. Jan Deijman anatómiája címmel. Mivel Tulp elődjének 1619-ben készült festménye, a Dr. Sebastiaen Egbertz de Vrij oszteológiája (The Osteology Lesson of Dr. Sebastiaen Egbertsz de Vrij) egy csontváz körüli csoportkép, nyilvánvaló, hogy a halott test témája precedenst teremtett. További 100 évnek kellett eltelnie ahhoz, hogy a sebészek női holttestet is boncolhassanak. A festményekből arra is következtethetünk, hogy ez idő alatt a nyilvános boncolások nemcsak tudományos jelentőséggel bírtak, hanem társadalmi eseményeknek is számítottak.

### "A szörnyek könyve"

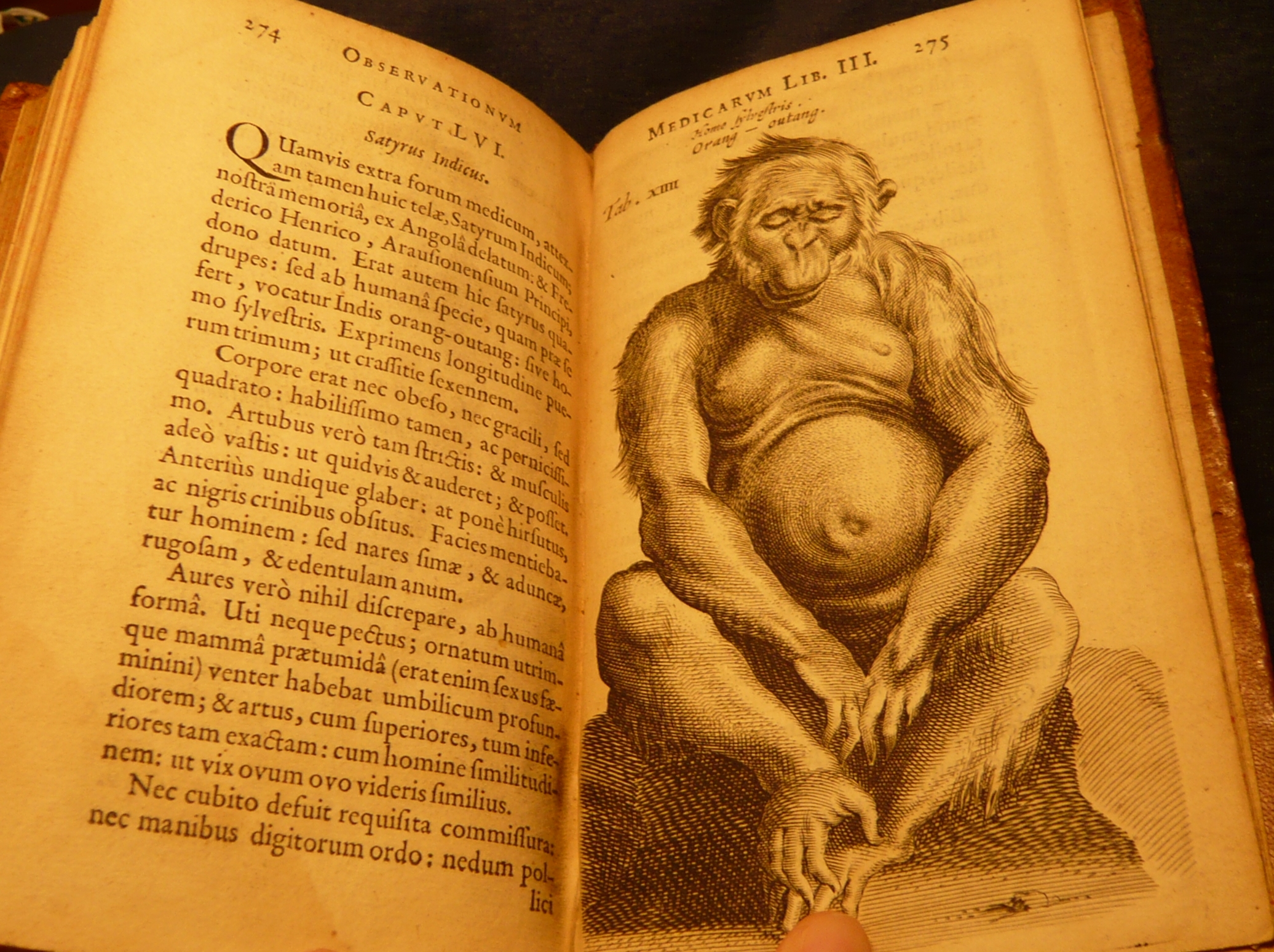
Tulp illusztrált könyve, a látható oldal egy orángutánt ábrázol

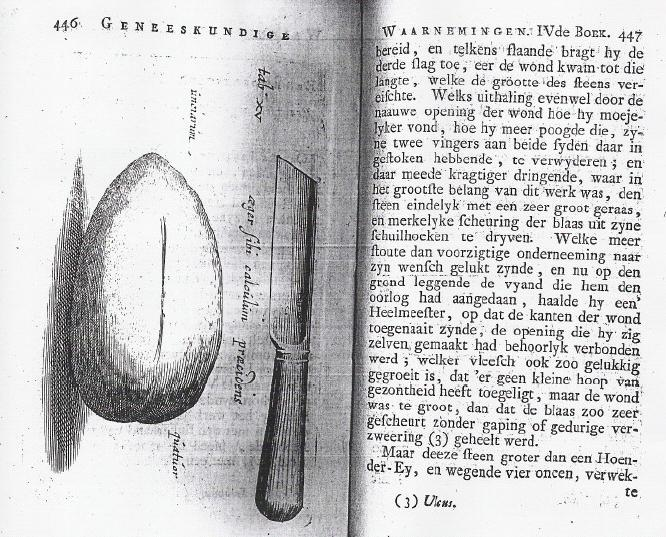
Jan de Doot kését és a vesekövet ábrázoló oldal az Observationes Medicae-ból, amelyet a 17. században a bátyja segítségével a saját veséjéből távolított el.

Legnagyobb hatású orvosi munkája az 1641-ben, majd 1652-ben Lodewijk Elzevir által kiadott Observationes Medicae című alkotása volt. Az első változatot fiának írta, aki éppen akkor végzett Leidenben, a második kiadást pedig halála után neki ajánlotta. A könyv aprólékos leírásokat tartalmaz munkájáról, beleértve 231 betegség- és halálesetet is. Egyesek a "szörnyek könyvének" nevezték, mert Tulp a Holland Kelet-indiai Társaság hajóiról visszahozott állatokat boncolta fel, de a fantasztikus történetek miatt is, amelyeket elmesél. Egy példa; Jan de Doot, egy amszterdami kovácsmester olyan fájdalmakkal küzdött egy hólyagkő miatt, hogy egy kést élesített, és maga távolította el, mert nem volt hajlandó a "kőfaragók" áldozatává válni. Ezek voltak a borbélysebészek, akik ilyen beavatkozásokat végeztek, de magas volt a halálozási arányuk. Mindenki meglepetésére Jan de Doot túlélte ezt a műtétet, amely állítólag egy tojás nagyságú kővel végzett. A történetet illusztráló festmény a leideni Anatómiai Múzeum gyűjteményében található.
Tulp aprólékosan leírta az általunk migrénként ismert állapotot, a dohányzás tüdőre gyakorolt pusztító hatásait, és a placebohatás leírásában az emberi pszichológia megértéséről is árulkodik. Tulp felfedezte a vastag- és vékonybél találkozásánál lévő éhbéli-vastagbéli  billentyűt (valva ileocaecalis) is, amelyet ma Tulp-billentyűként is ismerünk.
Miközben Tulp megfigyeléseket végzett a különböző betegségekről, a kezelés gyakran a régi módon folyt. Egy holland tengerész beri-beri tüneteinek leírása például felfedezetlen maradt, amíg az okot (B1-vitaminhiány) kétszáz évvel később Christiaan Eijkman fel nem ismerte.

## Közhivatal
Részben könyvei sikerének köszönhetően Tulp 1654-ben Amszterdam polgármestere lett, és ezt a tisztséget négy cikluson keresztül töltötte be. Fia, Dirck feleségül vette Anna Burgh-ot, Albert Burgh lányát, aki szintén amszterdami polgármester volt, és aki Tulphoz hasonlóan 1614-ben Leidenben tanult orvostudományt. Tulp lánya, Margaretha 1655-ben feleségül ment Jan Sixhez, akit ő segített az amszterdami családi ügyek elöljárójává válni. Évekkel később Six szintén Amszterdam polgármestere lett. Tulp, akinek lenyűgözte a viselkedése, egy hágai veszekedés után meghívta Paulus Pottert Amszterdamba.
1673-ban Tulp bekerült a hágai Köztársaság Kormányzó Bizottságába.

## Hagyaték és halál
Tulp az Amszterdami Új Templomban van eltemetve. Joost van den Vondel, egy korabeli költő több verset is írt róla. Rembrandt híres festménye mellett több festmény, valamint márvány- és bronzszobor is készült róla. Jurriaen Ovens holsteini festő kétszer is megfestette őt, valamint fiát és lányát is megfestette. Artus Quellijn szintén készített róla egy portrét.

## Fordítás
Ez a szócikk részben vagy egészben  a   Nicolaes Tulp című angol Wikipédia-szócikk ezen változatának fordításán alapul.  Az eredeti cikk szerkesztőit annak laptörténete sorolja fel. Ez a jelzés csupán a megfogalmazás eredetét és a szerzői jogokat jelzi, nem szolgál a cikkben szereplő információk forrásmegjelöléseként.